# ويليام ألين (كاتب سيرة ذاتية)
ويليام ألين (من مواليد 2 يناير عام 1784، وتُوفي في 16 يوليو عام 1868) هو كاتب سيرة ذاتية وأكاديمي أمريكي.

## سيرته الذاتية
وُلد ويليام في بيتسفيلد بولاية ماساتشوستس في عام 1784. تخرّج ويليام من كلية هارفارد في كامبريدج في عام 1802 وبعد عدة سنوات من العمل أصبح مساعد أمين مكتبة في جامعة هارفارد. وأصبح قس كنيسة بيتسفيلد في عام 1810، ثم رئيس جامعة دارتموث في عام 1817 ورئيس كلية بودوين من عام 1820 إلى عام 1839. كان مسؤولاً إلى حد كبير عن تأسيس كلية الطب في مين في جامعة بودوين في عام 1820. واستقال في عام 1839، وتُوفي في نورثامبتون في عام 1868.
قام ويليام بإعداد قاموسه الأمريكي للسيرة الذاتية والتاريخ عام 1809، وهو أول عمل للسيرة الذاتية العامة يُنشر في الولايات المتحدة. وفي عام 1810 خلف والده كقس الكنيسة في بيتسفيلد. انتُخب ويليام عضوًا في الجمعية الأمريكية للآثار في عام 1814. كما تم اختياره رئيسًا لجامعة دارتموث في عام 1818 وبقي حتى تم إنهاء الدراسة في كلية دارتموث في عام 1819. وفي عام 1820 ذهب إلى كلية بودوين، حيث ترأس المؤسسة حتى عام 1839 عندما استقال وكرس نفسه للدراسات الأدبية. وانتُخب زميلًا للأكاديمية الأمريكية للفنون والعلوم في عام 1823.
جمع 10000 كلمة غير واردة في القواميس القياسية، ونشرها كملحق «قاموس» ويبستر. ألف ويليام الكتب الآتية:
- الكشف عن يونيوس حيث سعى إلى إثبات أن اللورد ساكفيل كان مؤلفًا لسِفر يونيوس (بوسطن، 1828)
- مزامير وترانيم (1835)
- مذكرات الدكتور العازار ويلوك والدكتور جون كودمان (1853)
- خطاب في نهاية القرن الثاني من المستوطنة في نورثامبتون، ماساتشوستس" (1854)
- "وادي هوستنوك (بوسطن، 1856)
- محاضرة دوديلين في كامبريدج
- كتاب من سوثتس، (1860)
- قصائد الناصرة والصليب (1866)
- الأغاني المقدسة (1867) والعديد من المنشورات، وساهمت بمقالات عن السيرة الذاتية لسبراغ «حوليات المنبر الأمريكي».

## روابط خارجية
- 1898 bio